# Holden Statesman
O Statesman é um sedan de luxo de porte grande da Holden.